# Lacerta (Band)
Lacerta ist eine australische Progressive- und Technical-Death-Metal-Band aus Hobart, die 2005 gegründet wurde.

## Geschichte
Die Band wurde Ende 2005 als noch namenloses Projekt gegründet, ehe kurz darauf der Bandname Lacerta ausgewählt wurde. 2010 wurde mit dem Produzenten Joe Haley, dem Gitarristen von Psycroptic, das Debütalbum Mind Processor aufgenommen. Das Album erschien im selben Jahr in Eigenveröffentlichung. 2017 folgte über CDN Records das zweite, selbstbetitelte Album. In ihrer Karriere ist die Gruppe bisher unter anderem zusammen mit Psycroptic, Ruins, Astriaal, Dreadnaught, Thrall und Gape aufgetreten.

## Stil
ZeeZee von myglobalmind.com ordnete die Band in seiner Rezension zu Mind Processor dem Death Metal zu, wobei der Gesang aus dem genretypischen Growling bestehen und die Texte von Tod und Gore handeln würden. Im Vergleich zu anderen Bands biete die Band jedoch komplexere Riffs und interessante Songstrukturen. Das Lied Fought Possession sei Death Metal im mittleren Geschwindigkeitsbereich, während die Riffs jedoch auch zu einem Lied aus dem Thrash Metal passen würden. Gelegentlich kämen auch Gemeinsamkeiten mit Morbid Angel zum Vorschein. Christian Wögerbauer von Vampster ordnete das selbstbetitelte Album dem Progressive- und Technical-Death-Metal zu, wobei ihm beim Hören des Albums als Referenz vor allem Psycroptic in den Sinn gekommen sei. Die Band schaffe es, viele Ideen zu verarbeiten, ohne dass die Songs überladen wirkten. Das Spiel des Basses und der E-Gitarre wirke fingerfertig, jedoch baue die Gruppe auch eingängige sowie melodische Passagen ein. Gelegentlich erinnere die Band auch an Gojira. Der Gesang bestehe aus Growls.

## Diskografie
- 2010: Mind Processor (Album, Eigenveröffentlichung)
- 2017: Lacerta (Album, CDN Records)